# 松村弓彦
松村 弓彦（まつむら ゆみひこ、1941年3月 - ）は、日本の法学者、弁護士。専門は環境法、医事法、民事法。川崎製鉄理事を経て、明治大学法学部教授を務めた。

## 人物・経歴
1963年一橋大学法学部卒業、川崎製鉄（現JFEスチール）入社。川崎製鉄理事を経て、1993年杏林大学保健学部専任講師。1995年杏林大学保健学部助教授。1998年明治大学法学部助教授。2000年明治大学法学部教授。2002年『ドイツ土壌保全法の研究』により、高橋滋・松本恒雄・山田洋の審査で、博士（法学）（一橋大学）の学位を取得。2004年明治大学大学院法務研究科教授兼任。2011年第二東京弁護士会弁護士登録。専門は環境法、医事法、民事法。

## 著書
- 『環境訴訟 : 大気汚染訴訟における因果関係論』商事法務研究会 1993年
- 『環境法学』成文堂 1995年
- 『環境法』成文堂 1999年 第2版2004年
- 『ドイツ土壌保全法の研究』成文堂 2001年
- 『オランダ環境法』（編著）国際比較環境法センター 2004年
- 『環境政策と環境法体系 : 教養講座』（監修）産業環境管理協会 2004年
- 『ロースクール環境法』（柳憲一郎, 荏原明則, 小賀野晶一, 織朱實と共著）成文堂 2006年
- 『環境協定の研究』成文堂 2007年
- 『環境ビジネスリスク : 環境法からのアプローチ』（編著）産業環境管理協会 2009年
- 『環境法の基礎』成文堂 2010年
- 『環境法大系』（新美育文, 大塚直と共編）商事法務 2012年